# Jungermannites gracilis
Jungermannites gracilis là một loài rêu tản trong họ Jungermanniaceae. Loài này được (T. Halle) Oostendorp, C. miêu tả khoa học lần đầu tiên năm 1987.